# Michaela Forni
Michaela Forni, född 6 augusti 1989, är en svensk bloggare, författare och entreprenör. 
Hon har sedan 2004 drivit en blogg som främst riktar sig till kvinnor i åldrarna 25-35 år. Sedan år 2014 driver hon Michaela Forni AB och 2017 startade hon även livsstilsmagasinet FORNI (tidigare Daily Forni).

## Biografi
Michaela Forni började blogga år 2004 och 2009 gav hon ut sin första bok "En bok om kärlek" på eget förlag. Det är en modern diktsamling om lycklig och olycklig kärlek. Samma år tog hon även över som moderedaktör på Nöjesguiden.se.
Forni medverkade i webb-tvserien Glamourama tillsammans med Petra Tungården och Anna Hibbs. Första avsnittet sändes 2010 och Michaela Forni var med i två säsonger. Under seriens gång fick man följa hennes liv som moderedaktör på Nöjesguiden.se.
I mars 2011 tog Forni över som chefredaktör på Devote.se och året efter blev hon dess vice VD. 
År 2013 kom hennes andra bok, diktsamlingen "Om att älska". Boken innehåller 90 berättelser om hjärta, smärta och allt som hör till. Samma år startade hon välgörenhetstjänsten Givesom tillsammans med Lin Kowalska. Året efter blev Forni Profile Manager på Modern Women Media, ett bolag inom koncernen Stampen.
Under 2013–2014 drev hon podcast tillsammans med bloggkollegan och vännen Dasha Girine. Podden var i web-tvformat och hette ”Michaela & Dashas Pod-TV", och där de intervjuade de några av Sveriges mest kända profiler.
Michaela Fornis tredje bok, "Jag är inte perfekt, tyvärr", gavs ut 2016 på Lava förlag och är en kombinerad dagbok och självhjälpsbok som beskriver hur krav och perfektionism i dagens samhälle bidrar till en växande stress och oro hos unga kvinnor och vilken del sociala medier har i det hela.
Sedan 2017 har hon ett designsamarbete med Flattered.
Forni driver tillsammans med Michaela Hamilton podcasten ”Forni & Hamilton”. Tillsammans har de även skrivit boken "På andra sidan natten",  som gavs ut i december 2018.

### Privatliv
Forni har ett förhållande med Damon Foroozesh och i juli 2019 fick paret sitt första barn.